# Nicola Salvi
Nicola Salvi, također Niccolò Salvi, (Rim, 6. kolovoza 1697. — Rim, 9. veljače 1751.), bio je talijanski kipar i arhitekt. Bio je učenik Antonia Canevaria.
Salvi je posjedovao široko znanje, posebice u umjetnosti, a njegov rad odlikovao se neobičnom čistoćom i stilom. Njegovo najpoznatije djelo Fontana di Trevi u Rimu (1735. – 62.), dugo je planirano i pripremano. Salvi je također dovršio fasade za fontane Acqua Felice i Acqua Paolina koje su započela braća Domenico i Giovanni Fontana.